# Chromis atripectoralis
Chromis atripectoralis es una especie de peces de la familia Pomacentridae en el orden de los Perciformes.

## Morfología
Los machos pueden llegar alcanzar los 12 cm de longitud total.

## Hábitat
Es un pez de mar.

## Distribución geográfica
Se encuentra desde Australia hasta las Islas Ryukyu y en gran parte de las islas de Oceanía, salvo las Islas Hawái, las Islas Marquesas y Pitcairn. También en las Seychelles, Tailandia y Australia Occidental.